# Nikita Parris
Nikita Josephine Parris (ur. 10 marca 1994 w Liverpoolu) – angielska piłkarka występująca na pozycji napastniczki w angielskim klubie Manchester United oraz w reprezentacji Anglii. Wychowanka Evertonu, w trakcie swojej kariery grała także w takich zespołach, jak Manchester City, Olympique Lyon oraz Arsenal.